# Калжирський сільський округ
Калжи́рський сільський округ (каз. Қалжыр ауылдық округі, рос. Калжырский сельский округ) — адміністративна одиниця у складі Маркакольського району Східноказахстанської області Казахстану. Адміністративний центр — село Калжир.
Населення — 1514 осіб (2021; 2543 у 2009, 3471 у 1999, 3488 у 1989).
Станом на 1989 рік існувала Черняєвська сільська рада (села Правий Усть-Кальджир, Такир, Черняєвка, Шенгельди).

## Склад
До складу округу входять такі населені пункти:
| Населений пункт           | Старі назви          | Населення, осіб (1989) | Населення, осіб (1999) | Населення, осіб (2009) | Населення, осіб (2021) |
| ------------------------- | -------------------- | ---------------------- | ---------------------- | ---------------------- | ---------------------- |
| Калжир, село              | Черняєвка            | 1981                   | 2127                   | 1576                   | 1030                   |
| Правий Усть-Кальжир, село | Правий Усть-Кальджир | 713                    | 660                    | 407                    | 179                    |
| Такир, село               | -                    | 472                    | 386                    | 287                    | 136                    |
| --Танжарик                | -                    | -                      | -                      | -                      | 1                      |
| Шенгельди, село           | -                    | 322                    | 298                    | 273                    | 168                    |